# Познавательная снафф-порнуха
«Познавательная снафф-порнуха» (англ. Informative Murder Porn) — вторая серия семнадцатого сезона «Южного Парка». Эпизод вышел 2 октября 2013 года в США, в России 4 октября.

## Сюжет
Школьники Южного Парка обеспокоены новым увлечением родителей — криминальной хроникой с сексуальной подоплёкой, так называемым «снафф-порно». После того как отец одного из первоклассников убил свою супругу, дети решают заблокировать все телеканалы с подобными передачами, поставив в качестве пароля вопрос по игре Minecraft.
Родители, безуспешно попытавшись разблокировать передачи, решаются на отчаянный шаг — обращаются за помощью к ребёнку, Кори Лэнскину, наняв его в качестве преподавателя Minecraft за 100 унций серебра. Научившись играть и найдя ответ, родители начинают уделять игре слишком много времени, забыв о своих супругах, а также начинают мешать играть детям (на слэнге игроков Minecraft — заниматься гриферством), чем вызывают ещё большее недовольство. Доходит до того, что Стивен Стотч, как он выразился, «случайно», строит на крыше зала заседаний Южного Парка здание из прессованных блоков мусора, а Ренди бегает по городу с киркой в руках, проецируя Minecraft в реальность. Друзья подозревают Кори Лэнскина в том, что он научил их родителей игре, однако он всё отрицает, пока Эрик Картман не начинает подозревать Кори во лжи и они не проникают к нему в подвал, где и замечают взрослых за компьютерами. Кори убеждает друзей, что главная угроза их семьям это не он, а кабельная компания, которая предоставляет им в пакетах программ такие каналы.
Дети пытаются уговорить работников кабельной компании отключить их дома, но те начинают затягивать сроки, наслаждаясь своей властью довольно откровенным способом. Однако и директор, и сотрудники компании с удовольствием соглашаются усложнить родителям Южного Парка жизнь, перенеся телеканалы со «Снафф-порно» в отдельный пакет, который включает в себя помимо них ещё 300 каналов на португальском языке и техобслуживание каждую ночь. Рэнди Марш, расстроившись отсутствием теленасилия, приглашает супругу в Minecraft. Шерон, недолго думая, ударяет персонажа Рэнди киркой по голове, после чего они начинают убивать друг друга различными способами. Отношения между супругами Марш восстановлены.